# Pavonia vitifolia
Pavonia vitifolia är en malvaväxtart som beskrevs av Bénédict Pierre Georges Hochreutiner. Pavonia vitifolia ingår i släktet påfågelsmalvor, och familjen malvaväxter. Inga underarter finns listade i Catalogue of Life.